# Isma Juárez
Ismael Juárez más conocido como Isma Juárez (Mallorca, España, 4 de diciembre de 1991), es un redactor, reportero y guionista español.

## Trayectoria profesional
En septiembre de 2012 se incorporó como redactor en eventos deportivos para Europa Press. Tres años más tarde, en 2015, empezó a trabajar para el programa Polònia y Crackòvia de TV3. Al año siguiente, en 2016, se trasladó como presentador, reportero y guionista para la Cadena SER.
Después, en 2018, se incorporó como colaborador en el programa Late motiv de Andreu Buenafuente.
Actualmente es colaborador para el programa Alguna pregunta més? de TV3 y de El intermedio de La Sexta y también cuenta con un programa de cocina, La Cuccina de Ismaello en Twitch. En 2021 comienza un programa propio llamado El Zulardo, que lo emite en streaming a través de la plataforma de Twitch.